# Катастрофа на јаловишту Бенто Родригес
Катастрофа на јаловишту Бенто Родригес је непогода која се десила у руднику гвожђа које се налази у Маријану, у Бразилу. Догодила се 5. новембра 2015. У селу Бенто Родригес је приликом несреће настрадало најмање 17 људи.

## Историја
Фундао и Сантарем су јаловишта у власништву рударске компаније Samarco Mineração SA из Маријане у Бразилу. Јаловишта се користе за депоновање отпада из прераде руде гвожђа из рудника Германо. Јаловиште Фундао је лоцирано 14 km северно од града Маријана. 

### Фундао насип
Рудник на истоку Бразила је у сувласништву највеће рударске компаније BHP Billiton Ltd и највећег копача руде гвожђа Vale SA. Насип који је задржавао рударски отпад и муљ обрушио се на село Бенто Родригес.

## Несрећа
Дана 5. новембра 2015. године, у поподневним часовима око 15:30, примећено је цурење на насипу флотацијског јаловишта. Запослени су одмах реаговали испумпавањем воде из резервоара. Око 16:20 дошло је до истицања велике количине токсичног муља у реку Сантарем. Село Бенто Родригес које је 2,5 km удаљено од јаловишта било је скоро у потпуности преплављено токсичним муљем и водом. Преостала села која се налазе у долини реке Гулаксо претрпела су мању штету. 

## Узрок пробоја насипа
Јаловиште Фундао, на коме је радило двадесет и пет особа, задржавало је токсични муљ од минералног отпада на површини која одговара површини 25 фудбалских стадиона. Из непознатог разлога брана је попустила. Рударска компанија Sanmarco је обавестила да су две бране урушене, тачније Фундао и Сантарема. Међутим 16. новембра исте године, компанија је исправила инормације, наводећи да је само Фундао брана урушена. Отпад који је истекао из бране пролазио је изнад Сантарема, међутим није изазвао њено урушавање.
Насипи су били изграђени да би се уклонила јаловина од екстракције руде гвожђа из рудника у региону. 

## Утицај
Према извештају Уједињених нација, отпад је текао речним током 620 km, уливши се у Атлантски океан. У овом догађају настрадало је 19 људи, 11 тона рибе је затрпано муљем и уништено је 1.469 хектара шуме. 

## Жртве и последице катастрофе

### Обрушавање насипа на јаловишту Фундао
Урушавање насипа на Фундао јаловишту сматра се индустријском катастрофом која је изазвала највећи утицај на животну средину у бразилској историји (историјских споменика, као и флоре и фауне). У јануару 2016. године из интерних докумената сазнало се да је 14 месеци пре хаварије Sanmarco упозорен на могући инцидент. Инжењер који је радио на пројектовању јаловишта од 2008. до 2012. године, Јоаким Применра де Авила, упозорио је на озбиљне поремећаје у структури насипа и написао је мере за санацију проблема. Из компаније су тврдили да је до хаварије дошло иако су предузели све мере које је инжењер Јоаким Применра де Авила предложио.
| ЖРТВЕ       |
| ----------- |
| Погинулих:2 |
| Несталих: 1 |
| Жртви: 18   |

Муљ је достигао реку Свит, чији слив обухвата 230 општина, Минас Жераис и Еспирито Санто, из које се многи становници снабдевају водом.
Еколози су открили да ће се негативни утицај јаловине на море наставити још најмање 100 година.